# Maureen George
Pour les articles homonymes, voir George.
Maureen Jean George, née le 1er septembre 1955, est une joueuse de hockey sur gazon zimbabwéenne.

## Biographie
Maureen George fait partie de l'équipe du Zimbabwe de hockey sur gazon féminin sacrée championne olympique en 1980 à Moscou.
Elle s'est installée ensuite en Afrique du Sud au Cap.